# Sigurd Patera
La Sigurd Patera è una struttura geologica della superficie di Io.